# فرودگاه صحرایی هرلبرت

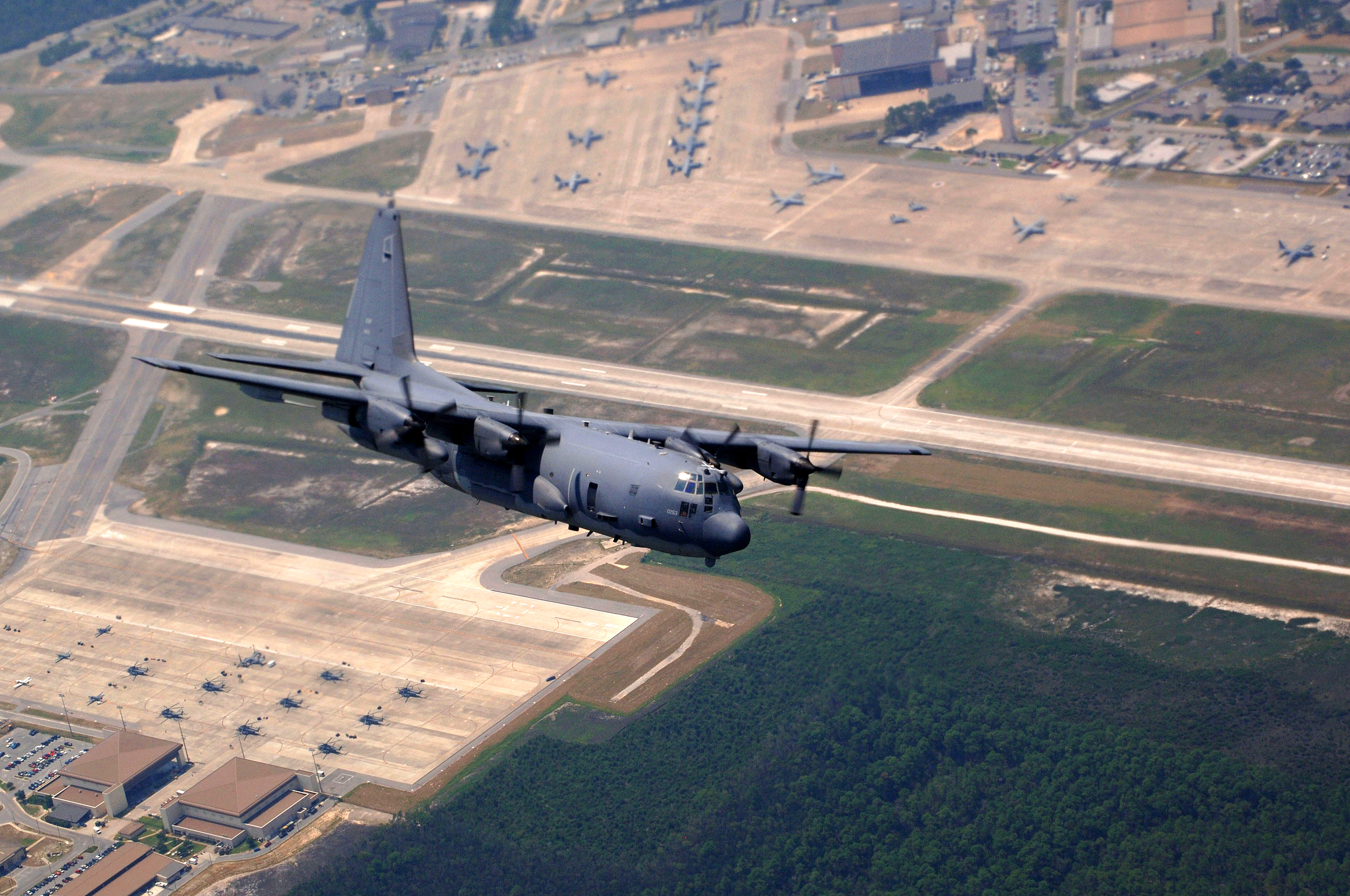
نمای بالایی از فرودگاه هرلبرت در ایالات متحده آمریکا

فرودگاه صحرایی هرلبرت (به انگلیسی: Hurlburt Field) یک فرودگاه است. این فرودگاه در کشور ایالات متحده آمریکا قرار دارد. بال ۱ عملیات ویژه در این پایگاه مستقر است.